# Штода, Марина Владимировна
Марина Владимировна Штода (род. 2 ноября 1982, Москва) — российская актриса театра и кино.

## Биография
В 2003 году окончила Театральное училище (ВУЗ) им. Б. Щукина (курс Р. Ю. Овчинникова). Работала в театре «У Никитских ворот», театре «Мир искусства», театре А. Джигарханяна ( Театра под руководством Армена Джигарханяна) Сыграла более тридцати ролей в кино и сериалах. С 2015 года живет и работает в США, город Лос Анджелес. Получила множество премий на международных кинофестивалях. 

## Творчество

### Работы в театре
Театр «У Никитских ворот»:
- 2004 «Сарданапал» — Наложница, режиссёр М. Розовский
- 2005 «Три поросёнка» — Ниф-Ниф, режиссёр М. Розовский
- 2005 «Роман о девочках» — Рита, режиссёр М. Розовский

«Театр Армена Джигарханяна» в постановках А. Джигарханяна и А. Кирющенко:
- «1001 ночь Шехерезады»
- «Ромео и Джульетта»
- «Золушка»
- "Театр вечная любовь"
- «Сказки учёного кота»

«Антрепризный театр „Мир Искусства“»:
- «Грешным Делом» — Ксения, реж. А. Кравцов,
- «Гранатовый Браслет» — Княгиня Анна, реж. А. Кравцов
- «Веной всему была её корона» — Мария Фёдоровна Романова, реж. А. Кравцов
- «Материнское сердце» — Рита, реж. А. Кравцов

### Фильмография
- 2002 - Простые истины - Инна
- 2003 - Путешествие и приключения одной любви - Медсестра
- 2004 — Под небом Вероны — Лена
- 2004 - Кулагин и партнёры - Катя
- 2005 — Бальзаковский возраст-2 — Маша
- 2006 — Безмолвный свидетель — Аля
- 2007 - Повороты судьбы - Лиза
- 2007 - Джаконда на асфальте - Гостья на балу
- 2007 - Счастливы вмести - Оля
- 2007 -   След  - Ольга Петрова- Колесникова
- 2008 - Универ - Света, официантка в кафе
- 2008 — Висяки — Оля
- 2008 — Русская жертва[2] — Людмила Воробьева
- 2008 — Глухарь — Вероника
- 2008 — Закон и порядок: Преступный умысел 3 — Ольга Дроздова
- 2008 — Я лечу — Анастасия Пермякова
- 2008-  Висяки 2 - Лариса
- 2008 - Маргоша - Журналист

2010 — Дворик — Рита
- 2010 — Новая жизнь сыщика Гурова. Продолжение — Света Хохлова
- 2010 — Химик — Лариса Гаврилова
- 2011 -   Госпиталь (художественный фильм) - Валентина
- 2013-   Москва три вокзала (сериал) - Проводница поезда
- 2014 - Высокие отношения (короткометражный фильм)
- 2014 - Мент в законе 9 Настя
- 2018 - Осторожно (США) - Мама
- 2019 - Клубника (США) - Елена
- 2020 - I. P. Bio (США) -  Жена Дейла
- 2021 - Встретить девушку (США) - Офицер полиции